# Tan Long
Tan Long  o Long Tan (Dalian, Liaoning, China, 1 de abril de 1988) es un futbolista chino que juega como delantero en el Changchun Yatai.

## Trayectoria
Tan comenzó a jugar fútbol cuando tenía seis años. Entre 1994 y 2004, estudió y jugó fútbol en la escuela Zhongshan en su ciudad natal, Dalian, antes de mudarse a Shanghái para continuar su carrera. Posteriormente jugó para el equipo juvenil del Shanghai United antes de unirse al club Pudong Zobon de la Primera Liga China en 2008. Hizo su debut oficial y marcó su primer gol profesional el 29 de abril de 2007, en la derrota por 2-1 en casa ante el Beijing Institute of Technology.
Tan se mudó a los Estados Unidos a fines de 2008 y jugó para los Blackhawks de Atlanta en la USL League Two en 2009, anotando 7 goles en 12 apariciones. Estuvo aprueba con el Philadelphia Union de la MLS, pero no fue llamado después de la primera cesión de entrenamientos, y finalmente firmó con el Tampa Bay de la Division 2 Professional League de la USSF en enero de 2010. 
Los derechos de Tan fueron intercambiados a Vancouver Whitecaps como parte del acuerdo que llevó a Jonny Steele y Ricardo Sánchez a Tampa Bay el 20 de julio de 2010. Fue liberado del club en noviembre de 2010 con el fin de firmar con el club después de su traslado a la Major League Soccer. Tan firmó un contrato con el club el 11 de marzo de 2011. Hizo su debut para el club el 26 de marzo de 2011 en la derrota por 1-0 ante Philadelphia Union, y al hacerlo se convirtió en el primer futbolista chino en jugar en un club de la Major League Soccer. El 12 de octubre de 2011, Tan se convirtió en el primer futbolista chino en marcar un gol en la liga, contra D.C. United. 
Vancouver Whitecaps transfirió a Tan al DC United el 28 de junio de 2012 a cambio de una selección del SuperDraft de la MLS en la tercera ronda de 2015. Marcó su primer gol contra el Chicago Fire en la victoria por 4-2 para DC United. Tan fue liberado más tarde después del final de la temporada.
Tan luego firmó con Orlando City SC de la USL Championship, el 6 de febrero de 2013. El 6 de abril de 2013, Tan anotó un gol y asistió en otro durante su debut con Orlando en la victoria 3-1 sobre Phoenix FC. En la cuarta ronda de la US Open Cup 2013, anotó en el segundo minuto en la victoria por 1-0 contra el campeón defensor Sporting Kansas City para llevar a su club a la siguiente ronda. Su contrato no fue renovado al final de la temporada 2013 y fue puesto en libertad.
El 21 de febrero de 2014, Tan regresó a China y se unió al recién ascendido a la Superliga de China Harbin Yiteng. Recibió una prohibición de cuatro partidos a principios de la temporada 2014 cuando se registró en la Asociación China de Fútbol por falsificación de edad, que cambió su edad del 1 de abril de 1988 al 2 de febrero de 1989. Tan jugó siete partidos para Harbin antes de ser liberado por el club el 5 de julio de 2014.
Tan regresó a los Estados Unidos y firmó con el Arizona United de la USL Championship el 11 de julio de 2014. En solo 12 apariciones en la liga para Arizona, Tan anotó cinco goles, igualando a Jonathan Top como el máximo anotador y lideró al equipo con 32 disparos después de fichar a Tan, Arizona casi duplicó su promedio de goles por partido, al pasar de 0.88 a 1.58. Tan fue nombrado en el Segundo Equipo de la Liga por sus esfuerzos. El 21 de octubre de 2014, se anunció que Tan había firmado un contrato de varias temporadas para el club antes de la temporada 2015 de la USL. Nuevamente lideró al Arizona con 14 goles en 27 juegos y estuvo igualado en el cuarto lugar de la liga junto con Luke Vercollone del Colorado Springs Switchbacks. También fue seleccionado en el equipo ideal de la liga. Tan fue prestado a Tampa Bay Rowdies después del final de la temporada USL el 22 de septiembre de 2015. Tan jugó para Arizona United en 2016.
El 22 de enero de 2017, Tan fue transferido al equipo chino de la Superliga Changchun Yatai. Hizo su debut con Changchun el 4 de marzo de 2017, en la derrota por 5-1 como visitante contra el Shanghái SIPG, como sustituto de Zhou Dadi en el medio tiempo. Su primer gol en la Superliga china fue en la victoria por 1-0 contra Henan Jianye el 23 de abril de 2017, cuando marcó el gol definitivo cuando Changchun Yatai aseguró su primera victoria de la temporada.

## Selección nacional
Tan hizo su debut para la selección de China el 26 de marzo de 2018 en la derrota por 4-1 ante República Checa en el partido por el tercer lugar de la China Cup 2018.

## Clubes
| Club                | País           | Año           |
| ------------------- | -------------- | ------------- |
| Pudong Zobon        | China          | 2007-2008     |
| Atlanta Blackhaways | Estados Unidos | 2009          |
| FC Tampa Bay        | Estados Unidos | 2010          |
| Vancouver Whitecaps | Canadá         | 2011-2012     |
| D. C. United        | Estados Unidos | 2012          |
| Richmond Kickers    | Estados Unidos | 2012          |
| Orlando City        | Estados Unidos | 2013          |
| Zhejiang Yiteng     | China          | 2014          |
| Phoenix Rising      | Estados Unidos | 2014          |
| Tampa Bay Rowdies   | Estados Unidos | 2015          |
| Phoenix Rising      | Estados Unidos | 2016          |
| Changchun Yatai     | China          | 2017-presente |

## Palmarés

### Títulos nacionales
| Título           | Club            | País           | Año  |
| ---------------- | --------------- | -------------- | ---- |
| USL Championship | Orlando City SC | Estados Unidos | 2013 |

### Distinciones individuales
| Distinción                     | Año  |
| ------------------------------ | ---- |
| Segundo equipo ideal de la USL | 2014 |
| Primer equipo ideal de la USL  | 2015 |